# Motor Rover V8
O Rover V8 é um motor de combustão interna compacto com uma configuração V8 e com cabeça e bloco de alumínio, lançado em 1967.
O motor foi inicialmente desenvolvido pela General Motors e posteriormente redesenhado e produzido pela Rover no Reino Unido.

## História
O motor Rover V8 teve como origem num projecto de desenvolvimento de uma versão experimental de um motor baseado no motor Buick V8, que consistia num motor V8 de bloco pequeno composto de alumínio, com supercompressor.[carece de fontes?]